# Leggeloo
Leggeloo (52° 51′ N, 6° 22′ L) é uma cidade dos Países Baixos, na província de Drente. Leggeloo pertence ao município de Westerveld, e está situada a 17 km, a norte de Hoogeveen.
A área de Leggeloo, que também inclui as partes periféricas da cidade, bem como a zona rural circundante, tem uma população estimada em 150 habitantes.